# Louis Cohen
Louis Cohen (născut Louis Kushner, alias „Louis Kerzner”; n. 1 ianuarie 1904 – d. 28 ianuarie 1939, New York City, New York, SUA) a fost un gangster newyorkez cunoscut pentru asasinarea lui Nathan „Kid Dropper” Kaplan⁠(d) și în calitate de asociat al celebrului racketeer Louis „Lepke” Buchalter. A fost ucis alături de Isadore Friedman⁠(d) despre care se specula că ar colabora cu oamenii legii. Nu se știe dacă Cohen a fost ucis accidental sau dacă s-a dorit eliminarea unui potențial informator.

## Biografie
Născut Louis Kushner, Cohen a luat contact cu lumea interlopă ca delicvent care activa sub conducerea contrabandistul Jacob „Little Augie” Orgen⁠(d). La scurtă vreme, a fost plătit de către locotenenții lui Buchalter - Jacob „Gurrah” Shapiro și Jack „Legs” Diamond⁠(d) - să-l ucidă pe rivalul lor Nathan Kaplan. Ordinul a fost executat pe 28 august 1923 în timp ce Kaplan era escortat de poliție în fața tribunalului din Essex Market, Manhattan. Arestat pe loc, Cohen este condamnat la 20 de ani de închisoare la Sing SIng pentru uciderea lui Kaplan. Eliberat condiționat în 1937, este asasinat pe 28 ianuarie 1939.